# Ritratto di Lunia Czechowska (Modigliani 1919)
Ritratto di Lunia Czechowska è un dipinto a olio su tela (46×33 cm) realizzato nel 1919 dal pittore italiano Amedeo Modigliani.
Fa parte di una collezione privata.
Lunia Czechowska era un'amica di famiglia di Léopold Zborowski, mercante d'arte e mecenate di Modigliani, e della moglie di lui, Hanka. A lei il pittore dedicò numerosi ritratti.